# Kostel svatého Bartoloměje (Krumvíř)
Kostel svatého Bartoloměje je římskokatolický chrám v obci Krumvíř v okrese Břeclav. Je chráněn jako kulturní památka České republiky.

## Popis
Jde o podélnou jednolodní stavbu postavenou v letech 1869-1870.

## Zařízení
Hlavní oltář z roku 1890 byl původně umístěn v Kloboukách. Dva novobarokní boční oltáře a kazatelna pocházejí z doby výstavby kostela.
Jde o farní kostel farnosti Krumvíř.